# Augenlicht
Augenlicht ist eine veraltete Bezeichnung für die Sehfähigkeit. Das Erblinden wird auch heute noch häufig als Verlust des Augenlichts bezeichnet.
Das Kompositum ist frühneuhochdeutsch, univerbiert aus den älteren Ausdruck der (oder den) Augen Licht.
Es bezeichnet bald auch "was in die Augen, den Augen leuchtet" (Grimm, Deutsches Wörterbuch),  etwa bei
David Schirmer: "Und lebe wohl, mein Augenlicht!",
und später auch die Augen selbst, etwa Schiller: "O öffnet euch, ihr lieben Augenlichter!"
In einem bekannten Epigramm drückt Plotin die Korrespondenz zwischen Licht als physikalischem Phänomen und Sehsinn als subjektivem Eindruck aus, übersetzt durch  Goethe  als: „Wär nicht das Auge sonnenhaft, / Die Sonne könnt es nie erblicken.“ 
Wenngleich das Auge keine Sehstrahlen aussendet, so ist doch der Akt der visuellen Wahrnehmung, insbesondere die Gestalterkennung und die Farbwahrnehmung, kein passives, mechanisches Reagieren auf Lichtreize, sondern physiologisch und psychologisch so komplex, dass über den bloßen Rezeptionsvorgang eines Sinnesorgans hinaus durch das Augenlicht quasi aktiv die Welt ergriffen und begriffen wird.